# Mindi Wiley
Mindi Linn Wiley (* 24. September 1988 in Santa Rosa (Kalifornien)) ist eine US-amerikanische Volleyballspielerin.
Mindi Wiley ist die Tochter eines Footballers und einer Basketballerin. Seit der siebten Klasse spielt sie Volleyball und begann dann ihre Karriere an der Universität Berkeley. 2010 wechselte die Mittelblockerin in die Schweiz zu Volley Köniz. In der Saison 2011/12 war sie in der deutschen Bundesliga für den USC Münster aktiv. Danach ging sie zurück in ihre kalifornische Heimat.